# Quiscale du Nicaragua
Quiscalus nicaraguensis
Espèce
Répartition géographique
Statut de conservation UICN

 LC  : Préoccupation mineure
Le Quiscale du Nicaragua (Quiscalus nicaraguensis) est une espèce d'oiseaux de la famille des ictéridés et qu’on retrouve en Nicaragua et dans le nord du Costa Rica.

## Distribution et habitat
Le Quiscale du Nicaragua habite les bosquets denses et les marais sur les rives des lacs Nicaragua et de Managua.  Il abonde aussi dans les pâturages avec le bétail.  Sa distribution s’est vraisemblablement étendue récemment avec la création de pâturages.

## Nidification
Le Quiscale du Nicaragua est monogame ou bigame, les mâles s’accouplant parfois avec deux femelles.  Il niche en colonie de moins d’une dizaine de nids dans les buissons et les arbres en bordure des marais ou dans la végétation émergente.  Le nid est une coupe grossièrement construite à l’aide de matières végétales.